# Hexose
Hexoses são monossacarídeos formados por uma cadeia de seis átomos de carbono. Sua fórmula geral é C6H12O6. Sua principal função é produzir energia. Um grama de qualquer hexose produz quatro quilocalorias de energia. As mais importantes do ponto de vista biológico são: glicose, galactose e frutose.
```
 D-
glicose
```

```
      CHO
      |
    H-C-O-H
      |
  H-O-C-H
      |
    H-C-O-H
      |
    H-C-O-H
      |
      CH
2
OH
```

```
D-
manose
      D-
galactose
```

```
    CHO               CHO
    |                 |
H-O-C-H             H-C-O-H
    |                 |
H-O-C-H           H-O-C-H
    |                 |
  H-C-O-H         H-O-C-H
    |                 |
  H-C-O-H           H-C-O-H
    |                 |
    CH
2
OH             CH
2
OH
```